# Ilías Tsirimókos
Ilías Tsirimókos (en grec moderne : Ηλίας Τσιριμώκος) est un homme politique grec né le 26 avril 1907 à Lamía et décédé le 13 juillet 1968 à Athènes. Il est le fils de l'homme politique Ioánnis Tsirimókos, ancien ministre vénizéliste. Ilías Tsirimókos est brièvement Premier ministre de Grèce en août 1965.